# Helvibotys freemani
Helvibotys freemani är en fjärilsart som beskrevs av Munroe 1976. Helvibotys freemani ingår i släktet Helvibotys och familjen Crambidae. Inga underarter finns listade i Catalogue of Life.